# 석곡아과
석곡아과(石斛亞科, 학명: Epidendroideae 에피덴드로이데아이[*])는 난초과의 아과이다. 약 576속에 15,000종 이상을 포함하고 있다. 대부분 열대 지역에서 서식하는 착생식물로 특히 가구경(假球莖, pseudobulb)을 갖고 있다. 금난초, 풍란, 금자란, 보춘화, 새우난초 등을 포함하고 있다.

## 하위 분류
석곡류는 착생식물로, 나무에 부착되는 높이에 따라 크게 두 부류로 나눈다. 2004년에 새로 기재된 속인 Devogelia의 경우 석곡아과 내에서 어떤 분류군에 속하는지 아직 밝혀지지 않았다.
| 높은 석곡류(higher epidendroids) 또는 풍란류(vandoids) - 보춘화족(Cymbidieae) - 풍란족(Vandeae) | 낮은 석곡류(lower epidendroids) - 용구란족(Arethuseae) - 풍선난초족(Calypsoeae) - 입술난초족(Collabieae) - 석곡족(Dendrobieae) - 수상란족(Epidendreae) - 천마족(Gastrodieae) - 이삭단엽란족(Malaxideae) - 새둥지란족(Neottieae) - 영아리난초족(Nervilieae) - 병순란족(Podochileae) - 죽란족(Sobralieae) - 마디난초족(Triphoreae) - 열대란족(Tropidieae) - 가문난초족(Xerorchideae) - 미주무엽란족(Wullschlaegelieae Dressl.) - 타이난초족(Thaieae X.H.Jin & X.G.Xiang) |

분류 불확실(Incertae sedis)
- Devogelia Schuit.

## 계통 분류
|  | 복주머니란아과                                        |
|  |                                                       |
|  | \| \| 석곡아과 \| \| \| \| \| \| 난초아과 \| \| \| \| |
|  |                                                       |
|  | 석곡아과                                              |
|  |                                                       |
|  | 난초아과                                              |
|  |                                                       |

|  | 석곡아과 |
|  |          |
|  | 난초아과 |
|  |          |

|  | 복주머니란아과                                        |
|  |                                                       |
|  | \| \| 석곡아과 \| \| \| \| \| \| 난초아과 \| \| \| \| |
|  |                                                       |
|  | 석곡아과                                              |
|  |                                                       |
|  | 난초아과                                              |
|  |                                                       |

|  | 석곡아과 |
|  |          |
|  | 난초아과 |
|  |          |

|  | 복주머니란아과                                        |
|  |                                                       |
|  | \| \| 석곡아과 \| \| \| \| \| \| 난초아과 \| \| \| \| |
|  |                                                       |
|  | 석곡아과                                              |
|  |                                                       |
|  | 난초아과                                              |
|  |                                                       |

|  | 석곡아과 |
|  |          |
|  | 난초아과 |
|  |          |

|  | 복주머니란아과                                        |
|  |                                                       |
|  | \| \| 석곡아과 \| \| \| \| \| \| 난초아과 \| \| \| \| |
|  |                                                       |
|  | 석곡아과                                              |
|  |                                                       |
|  | 난초아과                                              |
|  |                                                       |

|  | 석곡아과 |
|  |          |
|  | 난초아과 |
|  |          |